# Tim McCoy
Tim McCoy (ur. 10 kwietnia 1891 w Saginaw, zm. 29 stycznia 1978) – amerykański aktor filmowy.

## Filmografia
- 1925: The Thundering Herd jako Burn Hudnall
- 1928: The Adventurer jako Jim McClellan
- 1932: Prawo dwóch pięści jako Tim Clark
- 1940: Arizona Gang Busters jako Tim Rand
- 1956: W 80 dni dookoła świata jako pułkownik Kawalerii Stanów Zjednoczonych
- 1965: Requiem for a Gunfighter jako sędzia Irving Short

## Wyróżnienia
Posiada swoją gwiazdę na Hollywoodzkiej Alei Gwiazd.